# Hilarographa xanthotoxa
Hilarographa xanthotoxa es una especie de polilla de la familia Tortricidae.
Fue descrita científicamente por Meyrick en 1920.